# Klaukkala
Klaukkala (sau Klövskog în limba suedeză) este un sat din comuna Nurmijärvi din sudul Finlandei. Are aproximativ 17.300 de locuitori.